# Julien Maurin
Pour les articles homonymes, voir Maurin.
Julien Maurin, né le 2 mars 1985, est un pilote de rallye français. Il est double champion de France des rallyes en 2013 et 2014.
Julien Maurin est le fils du fondateur du Groupe Maurin qui détient plusieurs concessions de marques différentes dans le quart sud-est de la France. Ce groupe est un des plus grands distributeur en France.

## Biographie
Après des débuts en Championnat de France des rallyes sur terre en 2007, Julien Maurin participe depuis 2008 au Championnat de France des rallyes et ponctuellement à quelques épreuves du Championnat d'Europe des rallyes, de l'Intercontinental Rally Challenge et du Championnat du monde des rallyes.
Il remporte sa première victoire en Championnat de France des rallyes lors du Rallye Lyon-Charbonnières. Cinq autres victoires et le titre suivront cette même année.
Après ce titre Julien se dirige vers le WRC-2, sans oublier le Championnat de France des rallyes où il remporte le rallye du Touquet. Sa saison en WRC-2 ne sera pas très convaincante, malgré une deuxième place en Catalogne. Avec quatre manches de Championnat de France des rallyes, dont trois victoires, Julien s'adjuge un nouveau titre de Champion de France en 2014.

## Palmarès
- Championnat de France des rallyes
  - Champion en 2013 et en 2014 en compagnie de son copilote Nicolas Klinger au volant d'une Ford Fiesta WRC
  - Six victoires en 2013 : Rallye Lyon-Charbonnières, Rallye des Vins-Mâcon, Rallye du Mont-Blanc, Rallye d'Antibes, Critérium des Cévennes et Rallye du Var
  - Trois victoires en 2014 : Rallye du Touquet, Rallye du Limousin et Rallye du Mont-Blanc
- Championnat de France des rallyes sur terre
  - Victoires au Rallye Terre de Vaucluse en 2010 et en 2015

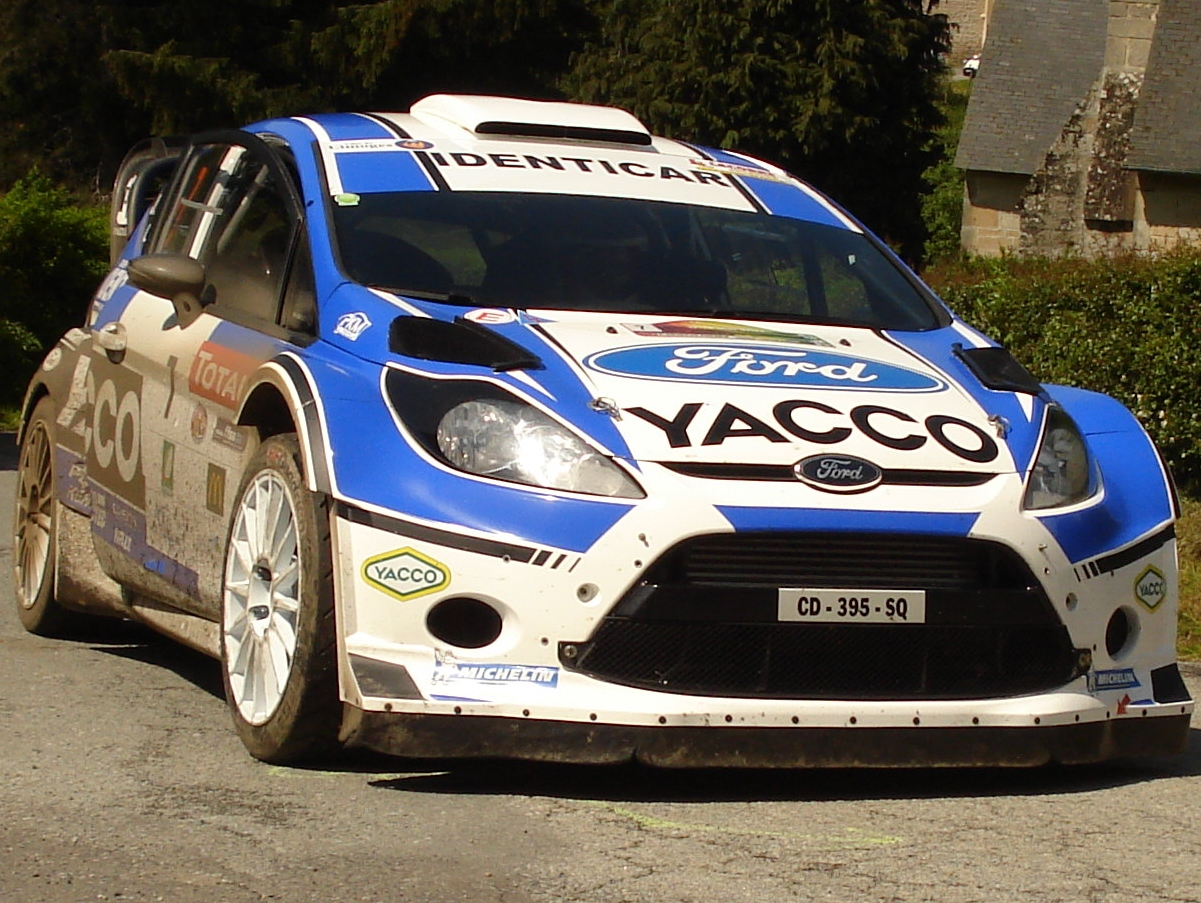
Limousin 2012
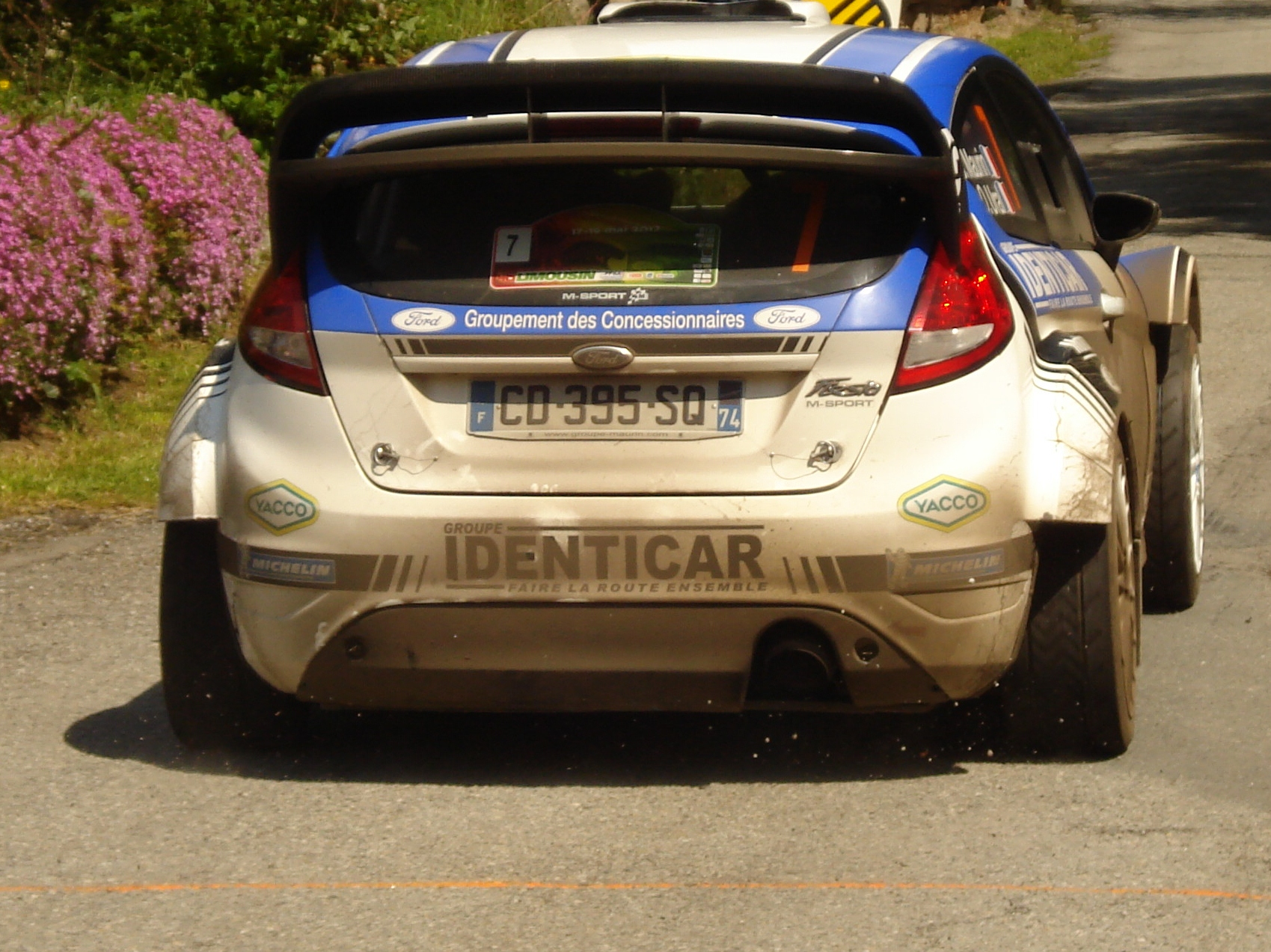
Limousin 2012
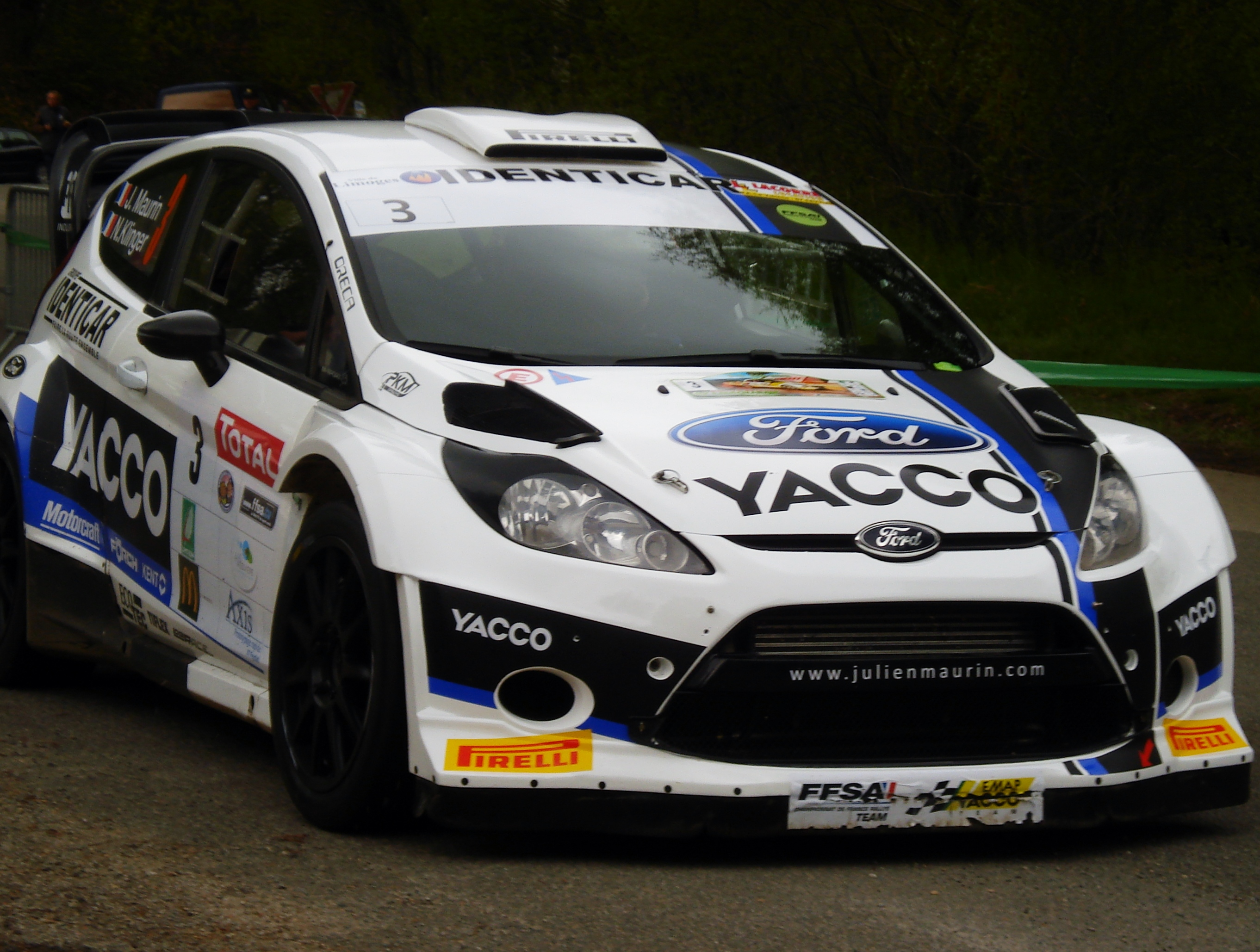
Limousin 2013
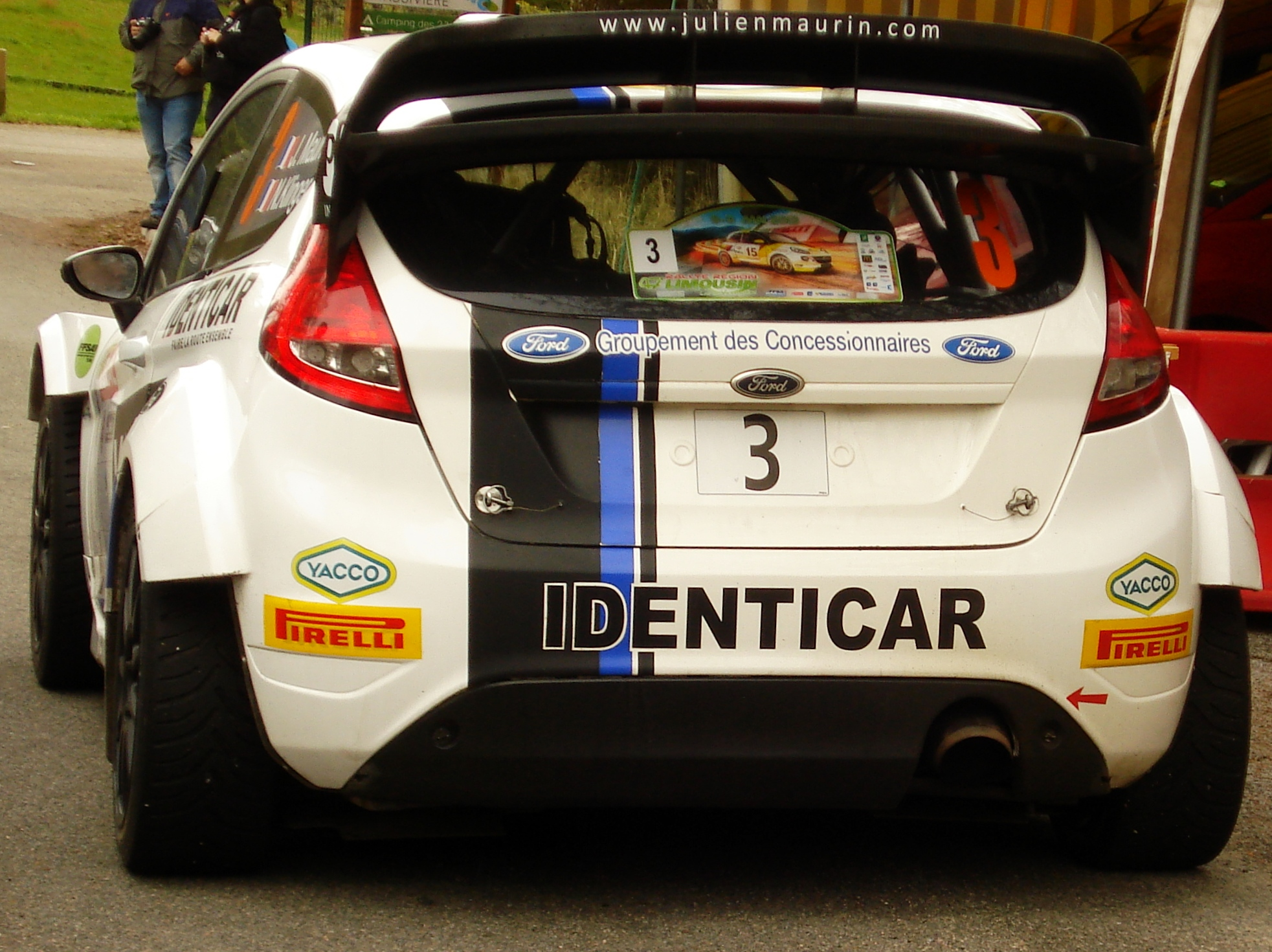
Limousin 2013